# 杭瀬川の戦い
杭瀬川の戦い（くいせがわのたたかい）は、慶長5年9月14日（1600年10月20日）に行なわれた戦い。関ヶ原の戦いの前哨戦にあたり、この戦いは局地戦であったが、西軍が勝利した。

## 概要
9月14日、東軍の総大将である徳川家康が美濃赤坂（現在の岐阜県大垣市赤坂町字勝山にある安楽寺）に軍を率いて到着した。このため、西軍の中で動揺が起こり、一部の兵士の中には逃亡する者も現れた。事態を憂慮した石田三成の家老・島清興は戦勝による士気の回復を進言。東軍に奇襲攻撃をかけることにした。
杭瀬川は、大垣城と赤坂の中間部にある川であり、周辺には森林が生い茂っていたとされているが、島清興はこの中に一隊を伏せて伏兵とし、残る部隊で対岸へ渡り、東軍の中村一栄隊の前で苅田を始めた。この挑発に中村一栄隊の将士が乗って小競り合いが始まり、まもなく有馬豊氏隊も参加して乱戦となった。島清興はある程度戦うと、敗れた風を装って退却をはじめ、両隊を釣り出す事に成功。追撃した中村・有馬隊は伏兵の横撃を受けて壊乱状態に陥り、さらに宇喜多家の明石全登が参戦して両隊は被害を受けて敗走。このとき、中村家の家老・野一色助義が戦死するなど、40人ほどが西軍によって討ち取られたという。
こうして、前哨戦は西軍の勝利に終わり、9月15日の関ヶ原本戦に向かっていくことになる。
戦闘場所については川筋は変化するため渡河場所などは特定されておらず、古戦場という扱いはされていない。
2019年に案内板が新設された。

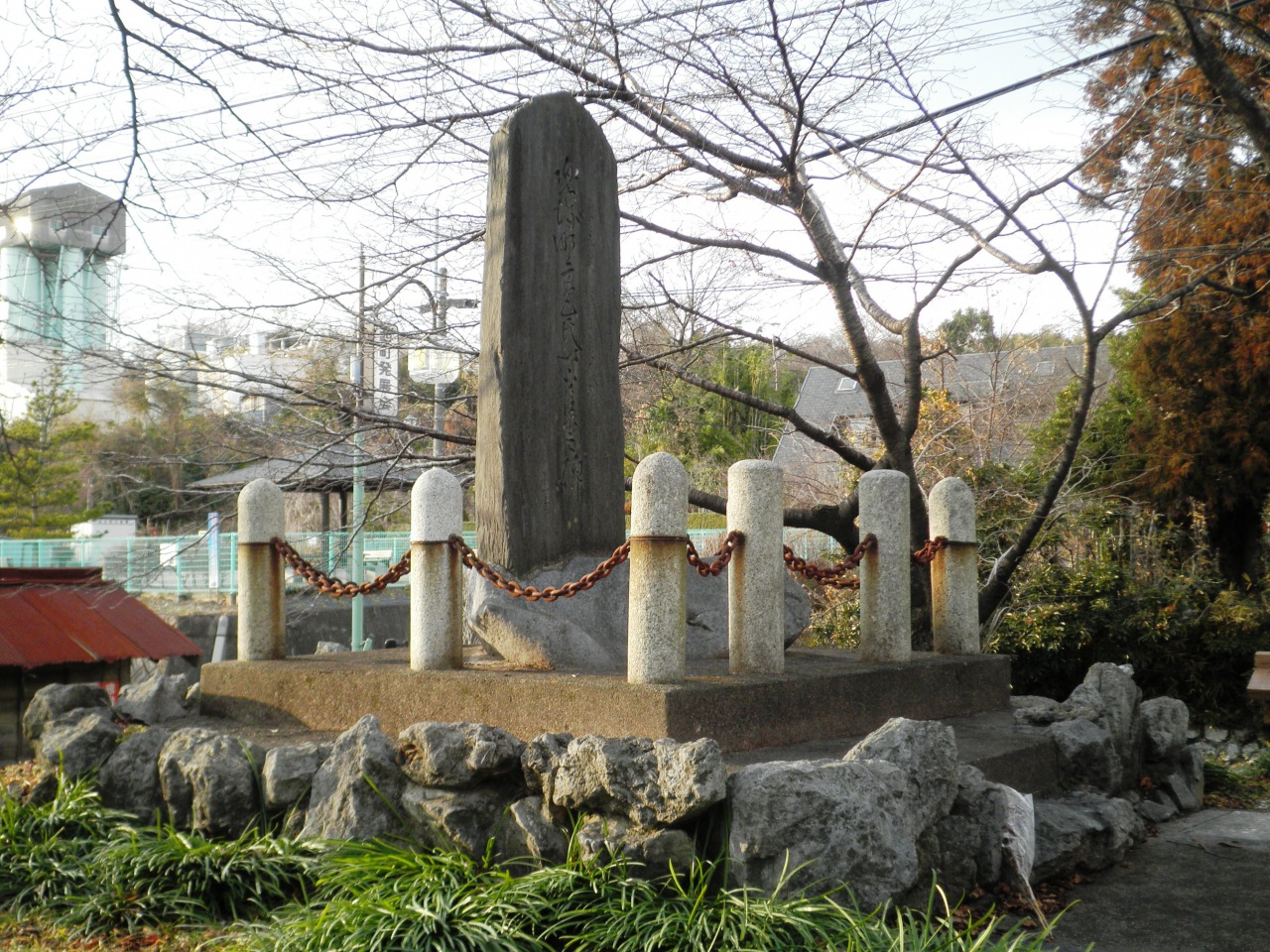
戦死した野一色助義の首と鎧兜が埋められたと伝わる鎧塚（大垣市赤坂西町）